# Stephen Hughes (politico)
Stephen Hughes (Sunderland, 19 agosto 1952) è un politico britannico.

## Biografia
Esponente del Partito Laburista, è stato eletto come membro del Parlamento europeo per sei legislature consecutive, rimanendo quindi in carica per trenta anni, dal 1984 al 2014.